# Gupta Team Developer
Team Developer (TD) ist ein Computerprogramm von Gupta Technologies zur Softwareentwicklung. Es handelt sich um eine integrierte Entwicklungsumgebung, die mittels visueller Programmierung das Prototyping ermöglicht.
Das Programm machte im Laufe seiner Geschichte einige Namensänderungen mit.
Gleichbedeutend ist:
- Gupta SQLWindows (16-bit) – bis Version 5.0.5
- Centura SQLWindows (32-bit) – ab Version 1.0
- Centura Team Developer (CTD) (32-bit)
- Gupta Team Developer (GTD) (32-bit)

Versionen seit der Übernahme von Gupta durch Unify im Jahr 2006:
- Unify Team Developer 5.1, mit Unicode und neuen grafischen Themen
- Unify Team Developer 5.2, bringt viele neue GUI Controls, wie Grid, Datumsauswähler und mehr.
- Unify Team Developer 6.0 .NET, ermöglicht die Entwicklung von Win32 und WPF-Desktop- und WPF-Browser-Anwendungen mit Hilfe des .Net-Frameworks. Führt viele neue Controls ein, wie zum Beispiel den Page Navigator, der Anwendungen im Microsoft-Outlook-Stil ermöglicht.
- Unify Team Developer 6.1 .NET, führt das Entwickeln und den Einsatz von .NET Web Services ein. Der Source-Editor stellt den Code farbig dar. Ein neues Control für Businessgrafiken wurde eingeführt.
- Unify Team Developer 6.2 .NET, führt einige neue Controls ein, u. a. Ribbon, Charts etc. Unterstützt nun die Erstellung von 64-Bit Anwendungen sowie Lokalisierungen.

Unterstützt werden folgende Datenbanksysteme:
- Oracle
- Informix
- Microsoft SQL
- SQLBase
- Sybase
- ODBC

Weitere Informationen finden sich im Wikipedia-Eintrag zum Unternehmen Gupta Technologies.